# Cité du train
La Cité du Train - Patrimoine SNCF (anciennement Musée Français du Chemin de fer), à Mulhouse dans le quartier de Dornach, est le plus grand musée ferroviaire d'Europe. Il s'agit aussi d'un musée national français.

## Collection
Le musée comporte la seule collection globale de l'histoire des chemins de fer français. Situé à Mulhouse (Haut-Rhin), il est la continuation du « musée français du Chemin de fer » (de l'ancien nom de l'association). Aujourd'hui, l'association s'appelle Cité du train - Patrimoine SNCF et est chargée de conserver les pièces principales du patrimoine historique de la SNCF. La Cité du train abrite aujourd'hui sur 60 000 m2 une collection de plus d'une centaine d'engins et de véhicules ferroviaires de toutes époques.
Régulièrement, certaines pièces sont acheminées à travers la France, et présentées au public à l'occasion de diverses manifestations et commémorations à thème ferroviaire (cinquantenaire du record du monde de vitesse, journées européennes du patrimoine, etc.).
Depuis le printemps 2013, un train miniature à passagers, à l'échelle de 7 1/4 pouces permet de voyager à califourchon sur un circuit dans l'enceinte du musée. Une locomotive à vapeur Decauville peut tracter un petit convoi transportant jusqu'à 24 passagers. L'association Centre de la mine et du chemin de fer d'Oignies en a assuré la rénovation[réf. nécessaire]. La « Confrérie des amateurs de vapeur »  en assure la maintenance.

## Histoire
Evoquée dès la fermeture de l'exposition universelle  de 1900 de Paris, mais c'est en 1965, que  la Société industrielle de Mulhouse propose la création d'un musée du train avec une première exposition en 1971 . 
La direction du matériel et de la traction de la SNCF décide effectivement en 1961 le regroupement des matériels préservés dans l'ancien dépôt de Chalon-sur-Saône et dans celui de Sézanne . Ce regroupement permet la publication en 1965 d'un catalogue "Chemins de fer d’hier pour un musée ferroviaire français" par l'Association française des amis des chemins de fer (AFAC).
Toujours en 1961, la ville de Mulhouse offre un terrain à Dornach pour permettre à la SNCF de présenter les engins et matériels roulants représentatifs de son histoire. Le 14 octobre 1969 naît l' « Association du musée français du Chemin de fer ».
C'est à l'initiative de deux passionnés du chemin de fer, l'industriel mulhousien Jean-Mathis Horrenberger (patron d'une usine de textile) et le parisien expert en histoire ferroviaire Michel Doerr, qu'en 1971 naît le musée. Les premières locomotives garées à Chalon-sur-Saône rejoignent Mulhouse et sont provisoirement placées dans l'ancien dépôt de Mulhouse-Nord (47° 45′ 29″ N, 7° 18′ 50″ E).
En 1976, les nouveaux bâtiments de l'actuel musée reçoivent leurs premiers visiteurs.
Une seconde tranche d'exposition est ouverte au public en 1983 et le musée reçoit 240 000 visiteurs par an.
En 2005, la fréquentation diminuant, il est décidé de confier la gestion à la société Culturespaces qui est déjà responsable de la Cité de l'automobile - musée national - Collection Schlumpf depuis 1999. Les quatre collectivités (soit l'État, la région Alsace, le département du Haut-Rhin et la ville de Mulhouse) financent les travaux de rénovation pour un montant de 8,6 millions d'euros.
L'architecte François Seigneur  présente une scénographie nommée Le siècle d'or du chemin de fer, allant de 1860 à 1940, dans une nouvelle halle de près de 6 000 m2 avec vingt sept pièces supplémentaires portant à cent quatre le nombre de locomotives, wagons et voitures présentés. Plongé dans une semi-pénombre, le visiteur découvre un ensemble de tranches de technologie dans leur écrin, avec des mannequins (sculptures grandeur nature de Rebecca Campeau, plasticienne[réf. nécessaire]), qui s'illuminent au fur et à mesure des déambulations et évoquent les périodes de faste et celles de misère notamment pendant la Seconde Guerre mondiale.
Le 11 mars 2005, le « musée français du Chemin de fer » devient « Cité du train ».
En 2011, dans l'ancien bâtiment rénové, l'accent est plutôt mis sur l'aspect didactique pour expliquer les mécanismes d'évolution et les progrès techniques, aussi bien en vapeur, diesel qu'en électrique. On peut se glisser sous une locomotive à vapeur pour admirer ses entrailles. Une exposition permanente intitulée "Les quais de l'histoire" met en scène plus de soixante locomotives de 1844 à nos jours.
Depuis 2014, un espace extérieur offre « Le Panorama ferroviaire » sur une surface de 6 000 m2. Un restaurant d'inspiration ferroviaire, des expositions de matériels de l'Infrastructure (SNCF Infra) et divers espaces thématiques complètent la Cité.
En 2017, lors de l'Assemblée Générale Extraordinaire de l'association, un vote est fait pour changer le nom de l'association, le nouveau nom « Cité du Train - Patrimoine SNCF » est approuvé à la majorité.

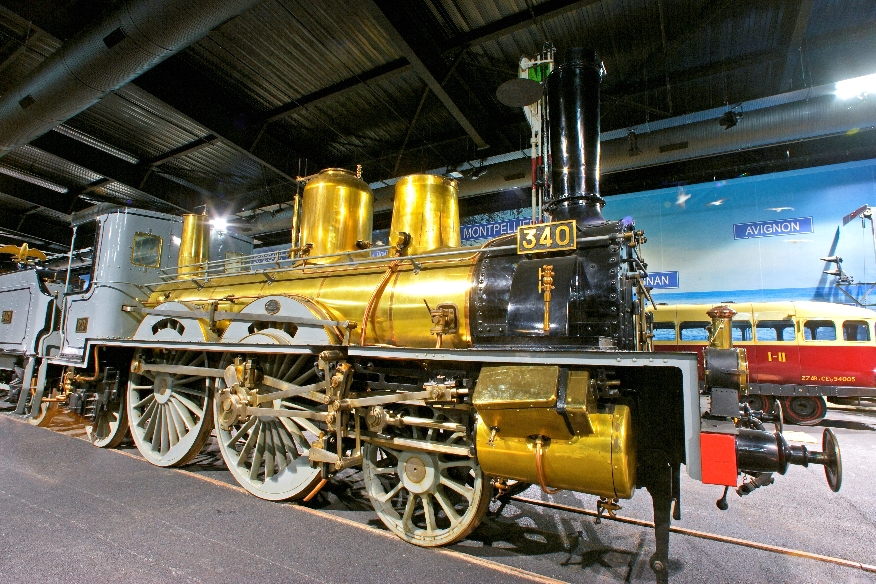
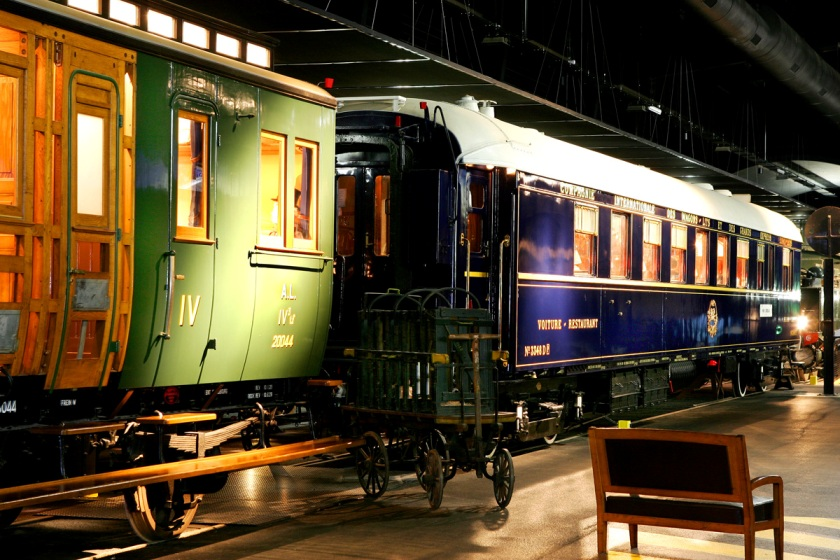
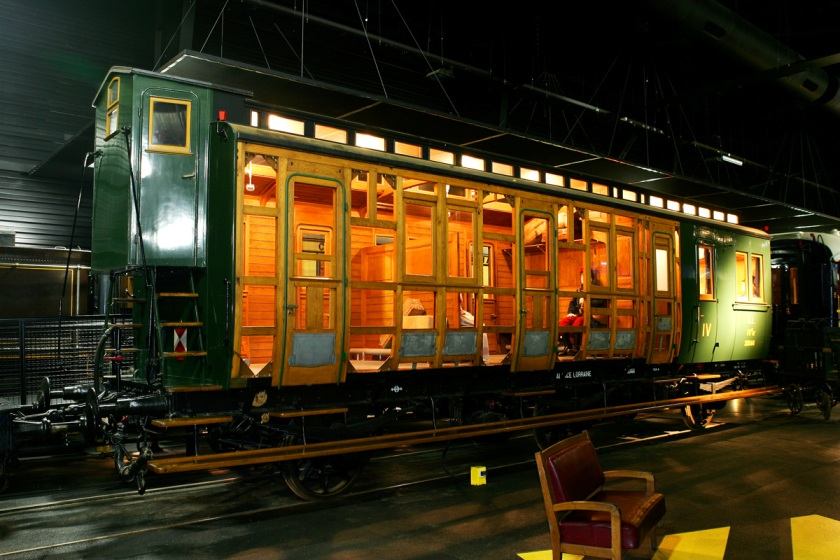
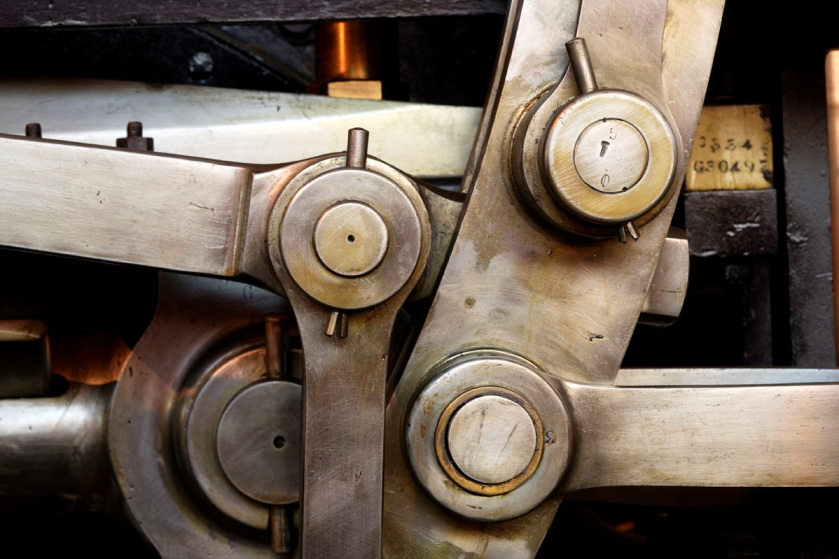

## Annexe de la Cité

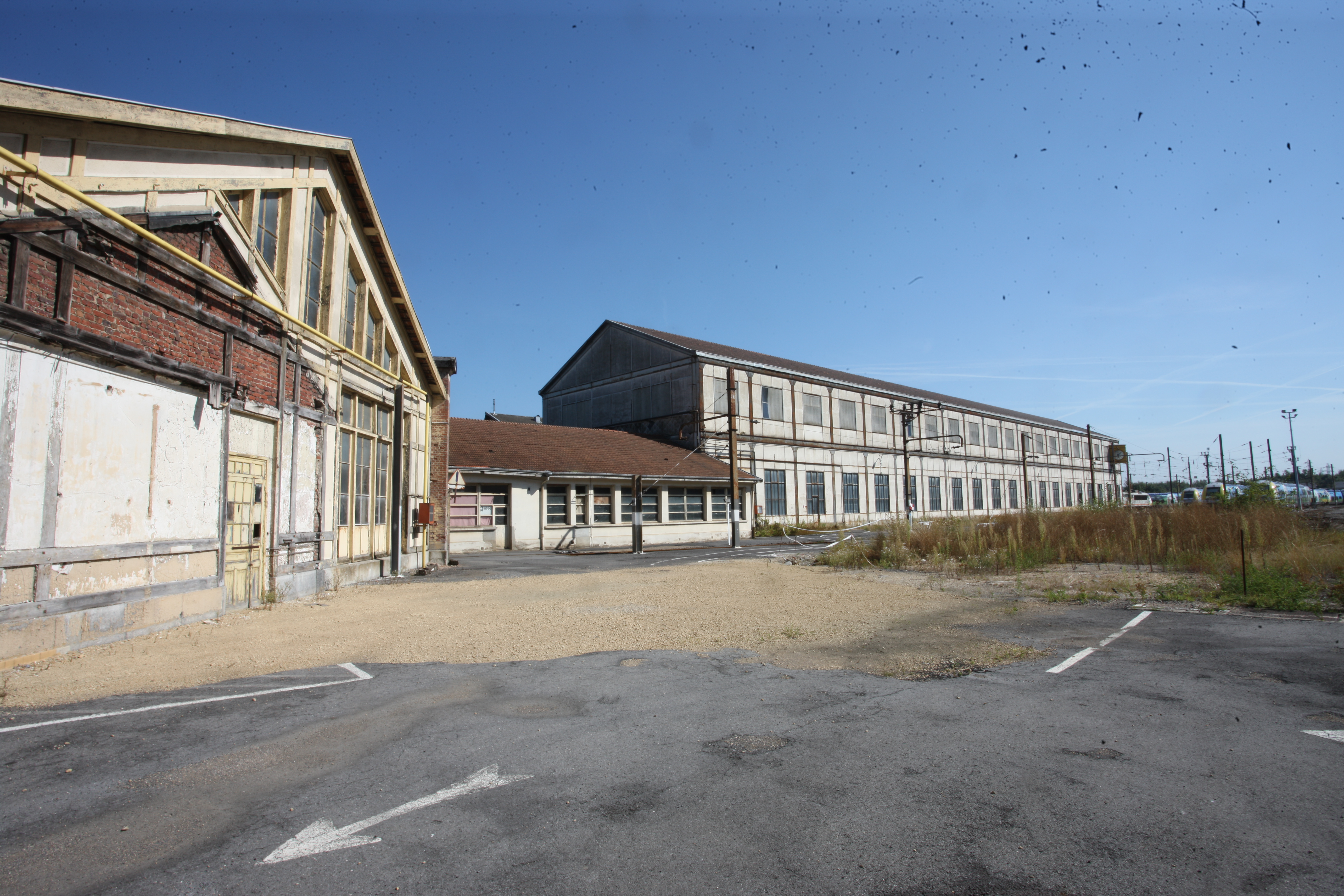
La remise ferroviaire de Mohon.

L'annexe se situe en partie dans la remise ferroviaire de Mohon, située rue du Port à Charleville-Mézières (49° 45′ 20″ N, 4° 43′ 33″ E). Elle permet de stocker une partie des collections, qui ne peuvent être présentées sur le site de Mulhouse.
Certaines locomotives et voitures garées à l'annexe servent lors des manifestations des associations dans toute la France, ou lors des Journées européennes du patrimoine.
Contrairement au site de Mulhouse, ce site n'est pas ouvert au public (sauf dans le cadre d'une journée portes ouvertes).

## Les collections
Les listes des principaux matériels de la collection de la Cité du Train, présentés au public (ou en réserve à Mulhouse), ou conservés dans l'annexe de Mohon ou encore mis en prêt dans les associations.
Les listes suivantes ne sont pas exhaustives et devront être complétées ou actualisées au fil du temps (dernière actualisation en janvier 2025) :

### Locomotives à vapeur
| Dénomination & Compagnie                                                        | Constructeur et date                                       | Informations techniques | Site d'exposition                                                                           | Photo |
| ------------------------------------------------------------------------------- | ---------------------------------------------------------- | --- | ------------------------------------------------------------------------------------------- | ----- |
| 111 Buddicom no 33 St-Pierre Compagnie de Paris à Rouen                         | Allcard-Buddicom & Cie, 1844                               | 11 m, 17,3 t (18,9 t en ordre de marche), vitesse maximum : 60 km/h. Timbre chaudière : 00 kg/cm² (0000 ch). Capacité de la soute à charbon: 00 t. Capacité de la soute à eau : 00 000 L (00 m3). Distribution : Intérieur à pied de biche. | Cité du Train (Mulhouse)                                                                    |       |
| 111 no 6 L'Aigle Compagnie d'Avignon à Marseille                                | Stephenson & Co, 1846                                      | 7 m, 20,2 t (22,1 t en ordre de marche), vitesse maximum : 60 km/h. Timbre chaudière : 00 kg/cm² (0000 ch). Capacité de la soute à charbon: 00 t. Capacité de la soute à eau : 00 000 L (00 m3). Distribution : Intérieur. | Cité du Train (Mulhouse)                                                                    |       |
| 111 no 5 Sézanne Compagnie de Montereau à Troyes                                | Alfred Halette, 1847                                       | 00 m, 00,00 t (00,00 t en ordre de marche), vitesse maximum : 00 km/h. Timbre chaudière : 00 kg/cm² (0000 ch). Capacité de la soute à charbon: 00 t. Capacité de la soute à eau : 00 000 L (00 m3). Distribution : Intérieure. | Cité du Train (Mulhouse)                                                                    |       |
| 210 Crampton no 80 Le Continent Compagnie de Paris à Strasbourg                 | Société J. F. Cail & Cie, 1852                             | 13,51 m, 29 t (50,5 t en ordre de marche), vitesse maximum : 100 km/h (750 ch). Timbre chaudière : 00 kg/cm². Capacité de la soute à charbon (Tender) : 00 t. Capacité de la soute à eau (Tender) : 0 000 L (00 m3). Distribution : Stephenson à tiroirs plans. Locomotive surnommée : "Le Continent".                                                                             | Cité du Train (Mulhouse)                                                                    |       |
| Bourbonnais 030 no 1423 Compagnie du P.L.M.                                     | Cail, 1854                                                 | 00,00 m, 00 t (00,0 t en ordre de marche), vitesse maximum : 000 km/h (000 ch). Timbre chaudière : 10 kg/cm². Capacité de la soute à charbon (Tender) : 00 t. Capacité de la soute à eau (Tender) : 0 000 L (00 m3). Distribution : Intérieur. | Cité du Train (Mulhouse)                                                                    |       |
| 032 Engerth no 312 L'Adour Compagnie du Midi                                    | Maschinenfabrik Esslingen, 1856                            | 00,0 m, 68 t, vitesse maximum : 65 km/h. Timbre chaudière : 7,5 kg/cm². Capacité de la soute à charbon : 00 t. Capacité de la soute à eau : 0 000 L (0 m3). Distribution : Stephenson à tiroirs plans. Locomotive surnommée : "L'Adour". | Cité du Train (Mulhouse)                                                                    |       |
| Bourbonnais 030 TB 2 Compagnie du P.L.M.                                        | Constructeur inconnu, 1860                                 | | Cité du Train (Mulhouse)                                                                    |       |
| 030 TA 628 Compagnie des chemins de fer de l'Ouest                              | Fives-Lille, 1874                                          | 7,9 m, 31,8 t (35 t en ordre de marche), vitesse maximum : 45 km/h. Timbre chaudière : 10 kg/cm². Capacité de la soute à charbon : 00 t. Capacité de la soute à eau : 0 000 L (0 m3). Distribution : Stephenson à tiroirs plans. | Cité du Train (Mulhouse)                                                                    |       |
| 120 Parthenay no 2029 Réseau de l'État                                          | Schneider & Cie, 1882                                      | | Cité du Train (Mulhouse)                                                                    |       |
| 121 Forquenot no 340 Compagnie de Paris à Orléans                               | Sharp, Stewart & Co Limited (Atlas Works), 1883            | 00,00 m, 000,0 t (000,0 t en ordre de marche), vitesse maximum : 100 km/h. Timbre chaudière : 11 kg/cm² (0000 ch). Capacité de la soute à charbon: 00 t. Capacité de la soute à eau : 00 000 L (00 m3). Distribution : Stephenson à tiroirs plans. | Cité du Train (Mulhouse)                                                                    |       |
| Bourbonnais 030 C 815 Compagnie des chemins de fer de l'Ouest                   | Wiener Neustädter Lokomotivfabrik, 1881                    | 00,00 m, 37 t (00 t en ordre de marche), vitesse maximum : 00 km/h (000 ch). Timbre chaudière : 8 kg/cm². Capacité de la soute à charbon (Tender) : 5 t. Capacité de la soute à eau (Tender) : 15 000 L (15 m3). Distribution : Gooch à tiroirs plans. Surnom de la série : « pot-à-moutarde » en raison de la forme du dôme de prise de vapeur. Locomotive surnommée : "Hermann". | Cité du Train (Mulhouse)                                                                    |       |
| American 220 (ou 2110) compound no 701 Compagnie des chemins de fer du Nord     | SACM & les anciens Éts André Koechlin & Cie, 1885          | 15,63 m, 34,8 t (37,8 t en ordre de marche), vitesse maximum : 95 km/h (750 ch). Timbre chaudière : 11 kg/cm². Capacité de la soute à charbon (Tender) : 3,5 t. Capacité de la soute à eau (Tender) : 10 000 L (10 m3). Distribution : Walschaerts à tiroirs plans. | Cité du Train (Mulhouse)                                                                    |       |
| American 220 C 145 Compagnie du P.L.M.                                          | Ateliers d’Arles, 1900                                     | 19,33 m, 52,3 t (56 t en ordre de marche), vitesse maximum : 000 km/h. Timbre chaudière : 15 kg/cm². Capacité de la soute à charbon (Tender) : 0 t. Capacité de la soute à eau (Tender) : 00 000 L (00 m3). Distribution : Walschaerts à tiroirs cylindriques. | Cité du Train (Mulhouse)                                                                    |       |
| Ten Wheel 230 no 1314 Compagnie du Midi                                         | SACM, 1902                                                 | 16 m, 00 t (00 t en ordre de marche), vitesse maximum : 000 km/h. Timbre chaudière : 15 kg/cm². Capacité de la soute à charbon (Tender) : 3,3 t. Capacité de la soute à eau (Tender) : 10 000 L (10 m3). Distribution : Walschaerts à tiroirs cylindriques. | Cité du Train (Mulhouse)                                                                    |       |
| Consolidation 140 no 4008 Compagnie du Midi                                     | Société française de constructions mécaniques, 1904        | 00,00 m, 65,5 t (72,8 t en ordre de marche), vitesse maximum : 75 km/h (0000 ch). Timbre chaudière : 15 kg/cm². Capacité de la soute à charbon (Tender) : 00 t. Capacité de la soute à eau (Tender) : 00 000 L (00 m3). Distribution : Walschaerts à tiroirs cylindriques. | Cité du Train (Mulhouse)                                                                    |       |
| Atlantic 221 A 30 Compagnie des chemins de fer du Nord                          | Société française de constructions mécaniques, 1905        | 00,00 m, (70 t en ordre de marche), vitesse maximum : 130 km/h (1500 ch). Timbre chaudière : 16 kg/cm². Capacité de la soute à charbon (Tender) : 4 t. Capacité de la soute à eau (Tender) : 19 200 L (19,2 m3). Distribution : Walschaerts à tiroirs cylindriques. | Cité du Train (Mulhouse)                                                                    |       |
| Pacific 231 no 4546 Compagnie de Paris à Orléans                                | American Locomotive Company, 1908                          | 20,78 m, (90 t en ordre de marche), vitesse maximum : 120 km/h. Timbre chaudière : 16 kg/cm². Capacité de la soute à charbon (Tender) : 6 t. Capacité de la soute à eau (Tender) : 20 000 L (20 m3). Distribution : Walschaerts à tiroirs cylindriques. | Cité du Train (Mulhouse)                                                                    |       |
| Ten Wheel 230 B 114 Compagnie du P.L.M.                                         | Société anonyme des usines métallurgiques du Hainaut, 1909 | 20,7 m, 67 t (74 t en ordre de marche), vitesse maximum : 120 km/h (puissance : 0000 ch). Timbre chaudière : 16 kg/cm². Capacité de la soute à charbon (Tender) : 00 t. Capacité de la soute à eau (Tender) : 22 000 L (22 m3). Distribution : Walschaerts à tiroirs cylindriques.                                                                                                 | Cité du Train (Mulhouse)                                                                    |       |
| Ten Wheel 230 D 9 Compagnie des chemins de fer du Nord                          | Ateliers de La Chapelle, 1910                              | 19,52 m, 64,54 t (70,2 t en ordre de marche), vitesse maximum : 115 km/h (puissance : 1590 ch). Timbre chaudière : 16 kg/cm². Capacité de la soute à charbon (Tender) : 6 t. Capacité de la soute à eau (Tender) : 23 000 L (23 m3). Distribution : Walschaerts à tiroirs cylindriques.                                                                                            | Confiée au CFTVA (depuis décembre 2023). Prévue de la remettre en état de marche.           |       |
| Pacific 231 H 8 Compagnie des chemins de fer du PLM                             | Société française de constructions mécaniques, 1911        | 23,45 m, 93,43 t (102,32 t en ordre de marche), vitesse maximum : 130 km/h. Timbre chaudière : 20 kg/cm². Capacité de la soute à charbon (Tender) : 7 t. Capacité de la soute à eau (Tender) : 30 000 L (30 m3). Distribution : Walschaerts à tiroirs cylindriques. | Cité du Train (Mulhouse)                                                                    |       |
| Baltic 232 no 3.1102 Compagnie des chemins de fer du Nord                       | Ateliers de La Chapelle, 1911                              | | Cité du Train (Mulhouse)                                                                    |       |
| Mikado 141 T no 5452 Compagnie de Paris à Orléans                               | Fives-Lille, 1922                                          | 13,45 m, 73,2 t en ordre de marche, vitesse maximum : 70 km/h. Timbre chaudière : 13 kg/cm². Capacité de la soute à charbon : 5,5 t. Capacité de la soute à eau : 10 000 L (10 m3). Distribution : Walschaerts à tiroirs cylindriques. | Cité du Train (Mulhouse)                                                                    |       |
| Mikado 141 TB 424 Compagnie des chemins de fer de l'Est                         | Société de Saint-Léonard, 1913                             | 13,74 m, 71,7 t (92 t en ordre de marche), vitesse maximum : 90 km/h (1200 ch). Timbre chaudière : 16 kg/cm². Capacité de la soute à charbon : 3,5 t. Capacité de la soute à eau : 7 500 L (7,5 m3). Distribution : Walschaerts à tiroirs cylindriques. Classé MH (1992). | Confiée à "l'AAATV" (Amicale des Anciens et Amis de la Traction Vapeur) - section Mulhouse. |       |
| Consolidation 140 C 344 Réseau de l'État                                        | North-British Locomotive Company Ltd, 1917                 | 19 m, 68 t (77,4 t en ordre de marche), vitesse maximum : 80 km/h (1400 ch). Timbre chaudière : 14 kg/cm². Capacité de la soute à charbon (Tender) : 5 t. Capacité de la soute à eau (Tender) : 18 000 L (18 m3). Distribution : Walschaerts à tiroirs cylindriques. | Cité du Train (Mulhouse)                                                                    |       |
| Mountain 241 A1 Compagnie des chemins de fer de l'Est                           | Ateliers d’Épernay, 1925                                   | 25,76 m, 110 t (120 t en ordre de marche), vitesse maximum : 110 km/h (2600 ch). Timbre chaudière : 17 kg/cm². Capacité de la soute à charbon (Tender) : 7,9 t. Capacité de la soute à eau (Tender) : 35 000 L (35 m3). | Cité du Train (Mulhouse)                                                                    |       |
| Prairie 131 TB 31 Compagnie des chemins de fer de l'Est                         | Fives-Lille, 1925                                          | 13,9 m, 62,5 t (77,4 t en ordre de marche), vitesse maximum : 90 km/h. Timbre chaudière : 13 kg/cm². Capacité de la soute à charbon : 3,5 t. Capacité de la soute à eau : 7 600 L (7,6 m3). Distribution : Walschaerts à tiroirs cylindriques. | Cité du Train (Mulhouse)                                                                    |       |
| Mikado 141 F 282 Compagnie du P.L.M.                                            | Ateliers et Chantiers de la Loire, 1926                    | 22,74 m, 000,0 t (000,0 t en ordre de marche), vitesse maximum : 105 km/h. Timbre chaudière : 16 kg/cm² (2800 ch). Capacité de la soute à charbon: 00 t. Capacité de la soute à eau : 25 000 L (25 m3). Distribution : Walschaerts à tiroirs cylindriques. | Cité du Train (Mulhouse)                                                                    |       |
| Northern 242 AT 6 Compagnie du P.L.M.                                           | Ateliers de Construction du Nord de la France, 1927        | 17,82 m, 116,8 t en ordre de marche, vitesse maximum : 95 km/h. Timbre chaudière : 16 kg/cm². Capacité de la soute à charbon: 5 t. Capacité de la soute à eau : 12 000 L (12 m3). Distribution : Walschaerts à tiroirs plans. | Cité du Train (Mulhouse)                                                                    |       |
| Consolidation 140 A 259 Compagnie des chemins de fer du Nord                    | Société Franco-Belge, 1928                                 | 00,00 m, 78,8 t (86,5 t en ordre de marche), vitesse maximum : 105 km/h (2000 ch). Timbre chaudière : 17 kg/cm². Capacité de la soute à charbon (Tender) : 00 t. Capacité de la soute à eau (Tender) : 00 000 L (00 m3). Distribution : Walschaerts à tiroirs cylindriques. | Cité du Train (Mulhouse)                                                                    |       |
| Pacific 231 E 22 (no 3.1192) Chapelon Nord Compagnie des chemins de fer du Nord | Ateliers de Construction du Nord de la France, 1936        | 23,44 m, 93,3 t (101,8 t en ordre de marche), vitesse maximum : 130 km/h (3700 ch). Timbre chaudière : 17 kg/cm². Capacité de la soute à charbon (Tender) : 9,2 t. Capacité de la soute à eau (Tender) : 38 000 L (38 m3). Distribution : à soupapes Lentz-Dabeg. | Cité du Train (Mulhouse)                                                                    |       |
| Decapod 150 P 13 SNCF                                                           | Ateliers de Construction du Nord de la France, 1949        | 22,48 m, 96,4 t (104,2 t en ordre de marche), vitesse maximum : 105 km/h (2900 ch). Timbre chaudière : 18 kg/cm². Capacité de la soute à charbon (Tender) : 12 t. Capacité de la soute à eau (Tender) : 34 000 L (34 m3). Distribution : Walschaerts à tiroirs cylindriques. | Confiée au PVC (depuis décembre 2023). Prévue de la remettre en état de marche.             |       |
| Mikado 141 R 1187 SNCF                                                          | Baldwin Locomotive Works, 1947                             | | Cité du Train (Mulhouse)                                                                    |       |
| Hudson 232 U1 SNCF                                                              | Corpet-Louvet & Cie, 1949                                  | 25,63 m, 129 t en ordre de marche, vitesse maximum : 140 km/h (4000 ch). Timbre chaudière : 20 kg/cm². Capacité de la soute à charbon (Tender) : 11,5 t. Capacité de la soute à eau (Tender) : 36 000 L (36 m3). Distribution : Walschaerts à tiroirs cylindriques. Locomotive surnommée "La Divine".                                                                              | Cité du Train (Mulhouse)                                                                    |       |
| Mountain 241 P 16 SNCF                                                          | Schneider & Cie, 1950                                      | 27,11 m, 120,15 t (131,4 t en ordre de marche), vitesse maximum : 120 km/h (4000 ch). Timbre chaudière : 20 kg/cm². Capacité de la soute à charbon (Tender) : 12 t. Capacité de la soute à eau (Tender) : 34 000 L (34 m3). Distribution : Walschaerts à tiroirs cylindriques. | Cité du Train (Mulhouse)                                                                    |       |

### Tender
| Dénomination & Compagnie  | Constructeur et date      | Informations techniques                                                              | Site d'exposition        | Photo |
| ------------------------- | ------------------------- | ------------------------------------------------------------------------------------ | ------------------------ | ----- |
| 22 C 306 Réseau de l'Etat | Bignolles-Châtillon, 1920 | Capacité de la soute à charbon : 9 t. Capacité de la soute à eau : 22 000 L (22 m3). | Cité du Train (Mulhouse) |       |

### Autorails
| Dénomination & Compagnie                                               | Surnom                  | Constructeur et date                                | Site d'exposition        | Photo |
| ---------------------------------------------------------------------- | ----------------------- | --------------------------------------------------- | ------------------------ | ----- |
| ZZB2Ef 23901 Réseau de l'Etat                                          | /                       | Schneider/Somua, 1922                               | Cité du Train (Mulhouse) |       |
| ZZy 24408 Réseau de l'Etat                                             | Bugatti                 | Bugatti, 1933                                       | Cité du Train (Mulhouse) |       |
| ZZEty 23859 (VH 2211) Compagnie de Paris à Orléans - Compagnie du Midi | Iroquois                | Renault, 1933                                       | Cité du Train (Mulhouse) |       |
| XM 5005 (ex ZZABsCETy 54005) Compagnie des chemins de fer de l'Est     | Micheline               | André Michelin, 1936                                | Cité du Train (Mulhouse) |       |
| ZZy 24091 (ABJ-X 3421) Réseau de l'Etat                                | Renault ABJ 2           | Renault, 1937                                       | Cité du Train (Mulhouse) |       |
| X 52103 SNCF                                                           | Nez de Cochon           | Decauville, 1945                                    | Cité du Train (Mulhouse) |       |
| X 3847 (découpé à un tiers) SNCF                                       | Picasso                 | De Dietrich et Cie, 1950                            | Cité du Train (Mulhouse) |       |
| X 2235 SNCF                                                            | Boite à chaussures      | Ateliers de Construction du Nord de la France, 1985 | Cité du Train (Mulhouse) |       |
| X 2413 (pupitre) SNCF                                                  | Les 600 chevaux         | 1951                                                | Cité du Train (Mulhouse) |       |
| X 42511 (ex-ZZy 24817) Réseau de l'Etat                                | Autorail des présidents | De Dietrich et Cie, 1937                            | Cité du Train (Mulhouse) |       |

### Remorque d'autorail
| Dénomination & Compagnie | Constructeur et date                                | Site d'exposition        | Photo |
| ------------------------ | --------------------------------------------------- | ------------------------ | ----- |
| XR 6031 SNCF             | Ateliers de Construction du Nord de la France, 1978 | Cité du Train (Mulhouse) |       |

### Locotracteurs
| Dénomination & Compagnie  | Date de mise en service               | Site d'exposition        | Photo |
| ------------------------- | ------------------------------------- | ------------------------ | ----- |
| Locotracteur ALVF Crochat | Établissements Henry Crochat, 1916-18 | Cité du Train (Mulhouse) |       |
| Y 6230 (Y 6312) SNCF      | Baudet, Donon et Roussel, 1954        | Mohon                    |       |
| Y 2291 SNCF               | Decauville, 1960                      | Cité du Train (Mulhouse) |       |
| Y 7108 SNCF               | 1958                                  | Cité du Train (Mulhouse) |       |
| Y 7199 SNCF               | 1960                                  | Cité du Train (Mulhouse) |       |

### Locomotives diesel
| Dénomination & Compagnie               | Surnom                        | Constructeur et date                                                                                  | Site d'exposition                                                               | Photo |
| -------------------------------------- | ----------------------------- | --- | ------------------------------------------------------------------------------- | ----- |
| A1AA1A 62000 (moteur) SNCF             | Yaya ou Baldwin               | 1946                                                                                                  | Cité du Train (Mulhouse)                                                        |       |
| A1AA1A 68081 SNCF                      | Yaya, Les Bœufs ou les bleues | Compagnie des Ateliers et Forges de la Loire/La Compagnie Électro-Mécanique et Fives-Lille, 1968      | Circule occasionnellement pour la CMR (Cellule des Matériels Radiés) de la SNCF |       |
| A1AA1A 68523 SNCF                      | Yaya, Les Bœufs ou les bleues | Compagnie des Ateliers et Forges de la Loire/La Compagnie Électro-Mécanique et Fives-Lille-Cail, 1967 | Mohon                                                                           |       |
| 4 DMD 2 (BB 60032) Compagnie du P.L.M. | -                             | Compagnie des Forges et Aciéries de la Marine et d'Homécourt, 1938                                    | Cité du Train (Mulhouse)                                                        |       |
| BB 63013 SNCF                          | Deux chevaux                  | Brissonneau et Lotz, 1954                                                                             | Cité du Train (Mulhouse)                                                        |       |
| BB 63413 SNCF                          | Plathée                       | Brissonneau et Lotz, 1959                                                                             | Cité du Train (Mulhouse)                                                        |       |
| BB 66001 SNCF                          | Mouettes ou Moustaches        | Alsthom et la Compagnie des Ateliers et Forges de la Loire et Fives-Lille-Cail, 1959                  | Mohon                                                                           |       |
| BB 67305 SNCF                          |                               | Brissonneau et Lotz et Le Matériels de Traction Électrique, 1968                                      | Cité du Train (Mulhouse)                                                        |       |
| BB 67575 SNCF                          |                               | Brissonneau et Lotz et Le Matériels de Traction Électrique, 1974                                      | Cité du Train (Mulhouse)                                                        |       |
| CC 65001 SNCF                          | Sous marin                    | Alsthom et la Compagnie des Ateliers et Forges de la Loire, 1957                                      | Cité du Train (Mulhouse)                                                        |       |
| CC 72029 SNCF                          | Nez cassés                    | Alstom, 1969                                                                                          | Mohon                                                                           |       |
| CC 72130 (ex 72030) SNCF               | Nez cassés                    | Alstom, 1969                                                                                          | Cité du Train (Réserve)                                                         |       |

### Locomotives électriques
| Dénomination & Compagnie                     | Surnom            | Constructeur et date                                                                                          | Site d'exposition                                                                                                | Photo                                                    |
| -------------------------------------------- | ----------------- | --- | --- | -------------------------------------------------------- |
| 161 BE 3 (1ABBA1 3603) Compagnie du P.L.M.   | Maurienne         | Société d’Études pour l’Électrification des Chemins de Fer, 1927                                              | Cité du Train (Mulhouse)                                                                                         |                                                          |
| 2D2 5516 Compagnie de Paris à Orléans        | Nez de cochon     | Fives-Lille, 1933                                                                                             | Cité du Train (Mulhouse)                                                                                         |                                                          |
| E 36 (BB 36) Compagnie de Paris à Orléans    | Biquettes         | Société d’Études pour l’Électrification des Chemins de Fer, 1926                                              | Cité du Train (Mulhouse)                                                                                         |                                                          |
| BB 348 SNCF                                  | /                 | Jeumont-Schneider et Le Matériel de Traction Électrique, 1947                                                 | Mohon |                                                          |
| BB E1 (BB 1282) Compagnie de Paris à Orléans | Boite à sel       | General Electric Company et les Ateliers de Construction du Nord de la France, 1900                           | Cité du Train (Mulhouse)                                                                                         |                                                          |
| E 4002 (BB 1632) Compagnie du Midi           | BB Midi           | Constructions Électriques de France, 1927                                                                     | Cité du Train (Mulhouse)                                                                                         |                                                          |
| BB 4769 (ex BB 4701) Compagnie du Midi       | BB Midi           | 1933 | Mohon |                                                          |
| BB 7315 SNCF                                 | Nez cassée        | Alsthom et Le Matériel de Traction Électrique, 1981                                                           | Mohon |                                                          |
| BB 8616 SNCF                                 | Danseuse          | Alsthom et Le Matériel de Traction Électrique, 1974                                                           | Confiée au Cercle Ferroviaire des Territoires de Sologne et Touraine (Vierzon) en 2024                           |                                                          |
| BB 9004 SNCF                                 | Jacquemin         | Société des Forges et Ateliers du Creusot/Schneider-Westinghouse et Jeumont, 1955                             | Cité du Train (Mulhouse)                                                                                         |                                                          |
| BB 9291 Capitole SNCF                        | Jacquemin         | Le Matériel de Traction Électrique/Creusot-Loire et Jeumont-Schneider, 1963                                   | Cité du Train (Mulhouse)                                                                                         |                                                          |
| BB 9292 (Ex BB 9284) SNCF                    | Jacquemin         | Creusot-Loire/Jeumont-Schneider et la Cie Électro-Mécanique, 1963                                             | Confiée à l'Association pour la préservation du matériel ferroviaire savoyard (depuis janvier 2024)              |                                                          |
| BB 9301 SNCF                                 | Jacquemin         | Jeumont-Schneider/Oerlikon et Le Matériel de Traction Électrique, 1967                                        | Confiée à l'APBB9301 (Toulouse) en 2024 (anciennement à Mohon).                                                  |                                                          |
| BB 9337 SNCF                                 | Jacquemin         | Jeumont-Schneider/Oerlikon et Le Matériel de Traction Électrique, 1969                                        | Confiée à l'APBB9301(Toulouse) en 2024 (anciennement à Mohon).                                                   |                                                          |
| BB 12114 SNCF                                | Fer à repasser    | Société des Forges et Ateliers du Creusot/Schneider-Westinghouse et Jeumont, 1960                             | Confiée à l'AJECTA (depuis janvier 2024)                                                                         |                                                          |
| BB 12125 SNCF                                | Fer à repasser    | Société des Forges et Ateliers du Creusot/Schneider-Westinghouse et Jeumont, 1961                             | Cité du Train (Mulhouse)                                                                                         |                                                          |
| BB 13052 SNCF                                | Fer à repasser    | Compagnie de Fives-Lille/La Société des Forges et Ateliers du Creusot/Jeumont et Schneider-Westinghouse, 1957 | Cité du Train (Mulhouse)                                                                                         |                                                          |
| BB 15001 SNCF                                | Nez cassés        | Alsthom et Le Matériel de Traction Électrique, 1971                                                           | Confiée à l'APPFE (Strasbourg) en 2024                                                                           |                                                          |
| BB 16020 SNCF                                | Jacquemin         | Le Matériel de Traction Électrique, 1958                                                                      | Confiée à l'Amicale des Agents de Paris Saint-Lazare (depuis décembre 2023)                                      |                                                          |
| BB 16113 (ex BB 16030) SNCF                  | Jacquemin         | Le Matériel de Traction Électrique, 1959                                                                      | Confiée au "Centre de la Mine et du Chemin de Fer" en 2024                                                       |                                                          |
| BB 16745 SNCF                                | Danseuse          | Alsthom, 1963                                                                                                 | Confiée au "Centre de la Mine et du Chemin de Fer" (depuis avril 2024). Prévue de la remettre en état de marche. |                                                          |
| BB 17013 SNCF                                | Danseuse          | Alsthom, 1965                                                                                                 | Mohon, |                                                          |
| BB 20210 SNCF                                | Danseuse          | Alsthom, 1970                                                                                                 | Cité du Train (Mulhouse)                                                                                         |                                                          |
| BB 25236 SNCF                                | Jacquemin         | Le Matériel de Traction Électrique et Jeumont-Schneider, 1966                                                 | Circule occasionnellement pour la CMR (Cellule des Matériels Radiés) de la SNCF                                  |                                                          |
| BB 25609 SNCF                                | Danseuse          | 1974 | Cité du Train (Mulhouse)                                                                                         |                                                          |
| BB 26172 SNCF                                | Sybic             | GEC Alsthom, 1995                                                                                             | Cité du Train (Mulhouse)                                                                                         |                                                          |
| BB 80010 (ex BB 8188) SNCF                   | /                 | Alsthom/Jeumont-Schneider et Oerlikon, 1952                                                                   | Confiée à l'APPF en 2024                                                                                         |                                                          |
| BB 88511 (ex BB 8514) SNCF                   | Danseuse          | Alsthom et Le Matériel de Traction Électrique, 1997                                                           | Confiée à l'AFCL (Laroche Migennes) en 2024                                                                      | BB 88511 en gare de Paris Austerlitz, le 5 octobre 2012. |
| CC 6530 SNCF                                 | Nez cassés        | Alsthom et Le Matériel de Traction Électrique, 1971                                                           | Cité du Train (Réserve)                                                                                          |                                                          |
| CC 6572 (ex CC 6565) SNCF                    | Nez cassés        | Alsthom et Le Matériel de Traction Électrique, 1974                                                           | Cité du Train (Mulhouse)                                                                                         |                                                          |
| CC 7107 SNCF                                 | Les belles vertes | Alsthom/Fives-Lille/Compagnie Électro-Mécanique, 1953                                                         | Cité du Train (Mulhouse)                                                                                         |                                                          |
| CC 14018 SNCF                                | Fer à repasser    | CGC et Oerlikon, 1959                                                                                         | Cité du Train (Mulhouse)                                                                                         |                                                          |
| CC 40101 SNCF                                | Nez cassés        | Alsthom, 1964                                                                                                 | Cité du Train (Mulhouse)                                                                                         |                                                          |

### Turbotrains
| Dénomination & Compagnie   | Constructeur et date                                                                    | Site d'exposition        | Photo |
| -------------------------- | --------------------------------------------------------------------------------------- | ------------------------ | ----- |
| TBDu 2010 - (Motrice) SNCF | Ateliers de Construction du Nord de la France et Matériels de Traction Électrique, 1973 | Mohon                    |       |
| TBDu 2057 - (Motrice) SNCF | Ateliers de Construction du Nord de la France et Matériels de Traction Électrique, 1975 | Cité du Train (Mulhouse) |       |

### Automotrices (diesel et électrique)
| Dénomination & Compagnie                                   | Surnom               | Constructeur et date                                   | Site d'exposition                                                                                   | Photo |
| ---------------------------------------------------------- | -------------------- | ------------------------------------------------------ | --------------------------------------------------------------------------------------------------- | ----- |
| Sprague BDfy 9011 Compagnie des chemins de fer de l'Ouest  | Sprague              | McGuire Manufacturing Company, 1902                    | Cité du Train (Mulhouse)                                                                            |       |
| Z 4909 (ex Z23039) Compagnie du Midi                       | /                    | Dyle et Bacalan (à Bordeaux), 1912                     | Dans les réserves de la Cité du Train (en attente d'une restauration).                              |       |
| TE 1080 Réseau de l'Etat                                   | /                    | Compagnie Française de Matériel de Chemin de Fer, 1916 | Cité du Train (Mulhouse)                                                                            |       |
| ZC9 Eyp 23156 (Z 4156) Compagnie de Paris à Orléans        | /                    | Jeumont-Schneider, 1925                                | Cité du Train (Mulhouse)                                                                            |       |
| Sprague M 1354 RATP                                        | Sprague              | Sprague-Thomson, 1935                                  | Cité du Train (Mulhouse)                                                                            |       |
| Z 3714 (ex Z 23701) Réseau de l'Etat, SNCF                 | Budd                 | Carel Fouché, 1938                                     | Cité du Train (Mulhouse)                                                                            |       |
| Z 23461 Ligne de Sceaux Compagnie de Paris à Orléans, SNCF | /                    | Compagnie française de matériel de chemin de fer, 1938 | Cité du Train (Mulhouse)                                                                            |       |
| Z 604 SNCF                                                 | /                    | Decauville/Oerlikon, 1958                              | Cité du Train (Mulhouse)                                                                            |       |
| Z 7133 SNCF                                                | Les Zezettes         | Decauville/De Dietrich/Oerlikon et Jeumont, 1963       | Confiée à l'Association pour la préservation du matériel ferroviaire savoyard (depuis janvier 2024) |       |
| Z 5327 (Motrice + remorque d’extrémité) SNCF               | Rame inox P'tit gris | Carel Fouché, 1967                                     | Cité du Train (Mulhouse)                                                                            |       |
| Z 6181 (Motrice + remorque d’extrémité) SNCF               | Rame inox P'tit gris | Carel Fouché, 1971                                     | Cité du Train (Mulhouse)                                                                            |       |

### Trains à Grande Vitesse
| Dénomination & Compagnie                                                              | Surnom         | Constructeur et date           | Site d'exposition            | Photo                                                                                  |
| ------------------------------------------------------------------------------------- | -------------- | ------------------------------ | ---------------------------- | -------------------------------------------------------------------------------------- |
| TGV no 53 (motrice no 23105) (découpé sur la partie cabine) SNCF                      | TGV Sud-Est    | Alstom et Francorail-MTE, 1982 | Cité du Train (Mulhouse)     |                                                                                        |
| TGV no 61 (motrice no 23121) SNCF                                                     | TGV Sud-Est    | Alstom et Francorail-MTE, 1982 | Cité du Train (Mulhouse)     | Motrice TGV PSE 23119 ex-rame no 60 maquillée en motrice 23121 ex-rame no 61           |
| Demie-rame Postale no 954 (motrice no 923007) (1 motrice + 4 voitures) SNCF, La Poste | TGV Postal     | Alstom, 1981                   | Villeneuve St-Georges (TSEE) | Demie-rame Postale n°954 présentée au TSEE de Villeneuve St-Georges lors des JEP 2021. |
| TGV no 325 (motrice no 24049) (1 motrice + 1 voiture (R1)) SNCF                       | TGV Atlantique | Alstom, 1989                   | Cité du Train (Mulhouse)     | Rame TGV Atlantique no 325 à Lyon en Octobre 2021.                                     |

Note : TGV no 61 (la motrice porte le numéro 23121, mais en réalité c'est l'ex-23119)

### Fourgon/Tombereau automoteurs
| Dénomination & Compagnie    | Constructeur et date                                       | Site d'exposition        | Photo |
| --------------------------- | ---------------------------------------------------------- | ------------------------ | ----- |
| Z 209 Compagnie du P.L.M.   | Chantiers de Buire et la compagnie Électro-Mécanique, 1901 | Cité du Train (Mulhouse) |       |
| ETF 420 Compagnie du P.L.M. | 1902                                                       | Cité du Train (Mulhouse) |       |

### Motrice à crémaillère
| Dénomination & Compagnie      | Constructeur et date                                                     | Site d'exposition        | Photo |
| ----------------------------- | ------------------------------------------------------------------------ | ------------------------ | ----- |
| MC 3 Ligne C du métro de Lyon | Société suisse pour la constructions de Locomotives et de Machines, 1978 | Cité du Train (Mulhouse) |       |

Motrice à crémaillère (MC) et adhérence, modèle unique survivant des trois exemplaires fabriqués par SLM Winterthur (Suisse) livrés en 1978, sauvé par M. Aragnetti (conducteur sur la ligne C du métro de Lyon) et l'association ATHALY (M. Vuillermoz).

### Voitures à voyageurs
| Dénomination & Compagnie                                                    | Constructeur et date                                                          | Site d'exposition                                            | Photo |
| --------------------------------------------------------------------------- | ----------------------------------------------------------------------------- | ------------------------------------------------------------ | ----- |
| A 151 Compagnie des chemins de fer du Nord                                  | Les Messageries Royales et Générales et les sociétés Maleux et Bouthery, 1850 | Cité du Train (Mulhouse)                                     |       |
| Salon des aides de camp no 6 du Train Impérial Compagnie de Paris à Orléans | Ingénieur Camille Polonceau, 1856                                             | Cité du Train (Mulhouse)                                     |       |
| 3e classe C7 no 15027 Réseau ferroviaire d'Alsace-Lorraine                  | De Dietrich et Cie, 1899                                                      | Confiée au Train Thur Doller Alsace (depuis le 19/06/2024).  |       |
| Impériale B9 20303 Réseau de l'Etat                                         | Société Carel frères et Cie, 1891                                             | Cité du Train (Mulhouse)                                     |       |
| Salon 10 AL Grande Duchesse Réseau ferroviaire d'Alsace-Lorraine            | 1894                                                                          | Cité du Train (Mulhouse)                                     |       |
| Impériale B4C5 n°20076 Bidel Compagnie des chemins de fer de l'Est          | Ateliers de la Compagnie de l’Est, 1900                                       | Cité du Train (Mulhouse)                                     |       |
| 4e classe no 20044 Réseau ferroviaire d'Alsace-Lorraine                     | Waggonfabrik Gebr. Hofmann & Cie AG, 1907                                     | Cité du Train (Mulhouse)                                     |       |
| Salon no 11 Compagnie du P.L.M.                                             | Compagnie Générale de Construction, 1909                                      | Cité du Train (Mulhouse)                                     |       |
| B8ty 135 Compagnie des chemins de fer du Nord                               | 1909                                                                          | Cité du Train (Mulhouse)                                     |       |
| Semi-fourgon C5Dt no 14068 Compagnie de Paris à Orléans                     | 1911                                                                          | Cité du Train (Mulhouse)                                     |       |
| Salon présidentielle PR1 Président de la République française               | Compagnie Générale de Construction et PLM, 1913                               | Cité du Train (Mulhouse)                                     |       |
| Salon no 4 dite du général Joffre Compagnie du P.L.M.                       | 1913                                                                          | Cité du Train (Mulhouse)                                     |       |
| 3e classe C11 24701 Arts Déco Compagnie des chemins de fer du Nord          | Ateliers d’Hellemmes, 1924                                                    | Cité du Train (Mulhouse)                                     |       |
| Pullman no 4018 Compagnie des wagons-lits                                   | Metropolitan Carriage, Wagon and Finance Company Ltd, 1926                    | Cité du Train (Mulhouse)                                     |       |
| Restaurant no 3348 Compagnie des wagons-lits                                | Entreprises Industrielles Charentaises, 1928                                  | Cité du Train (Mulhouse)                                     |       |
| Lits LX no 3532 Compagnie des wagons-lits                                   | Entreprises Industrielles Charentaises, 1929                                  | Cité du Train (Mulhouse)                                     |       |
| C11 no 11412 sanitarisable OCEM Compagnie du P.L.M.                         | 1932                                                                          | Cité du Train (Mulhouse)                                     |       |
| Banlieue de 3e classe no 220 7 690 Compagnie des chemins de fer de l'Est    | 1932                                                                          | Cité du Train (Mulhouse)                                     |       |
| Mixte A6D 814 7 293 saucisson Réseau de l'Etat                              | Entreprises Industrielles Charentaises, 1936                                  | Confiée au PVC (depuis décembre 2023)                        |       |
| OCEM no 44155 SNCF                                                          | 1939                                                                          | ?                                                            |       |
| DEV 46 A212 B6 383 0 582 SNCF                                               | 1948                                                                          | Cité du Train (Mulhouse)                                     |       |
| Salon présidentielle PR2 SNCF                                               | 1954                                                                          | Cité du Train (Mulhouse)                                     |       |
| Voiture-lits de type P no 4550 "Pillepich" SNCF                             | Carel Fouché, 1955                                                            | Cité du Train (Mulhouse)                                     |       |
| DEV Inox A8 37 650 SNCF                                                     | Carel Fouché,1956                                                             | Mohon                                                        |       |
| TEE Inox Mistral 69 A8tuj 61 87 18 89 996-4 SNCF                            | Carel Fouché, 1970                                                            | Cité du Train (Mulhouse)                                     |       |
| SNCF Grand Confort A3rtu 61 87 84 99 003-7 SNCF                             | De Dietrich et Cie, 1971                                                      | Cité du Train (Mulhouse)                                     |       |
| Corail A10 TU SNCF                                                          | 1977                                                                          | Cité du Train (Mulhouse)                                     |       |
| Spéciale AudioVisuelle (SAV) 80 87 97 92 614-0, (ex 61 87 89 90 067-2) SNCF | Compagnie Industrielle de Matériel de Transport, 1985                         | Cité du Train (Mulhouse)                                     |       |
| Club 32 SNCF                                                                | Compagnie Industrielle de Matériel de Transport, 1985                         | Confiée à l'Amicale des Agents de Paris Saint-Lazare en 2024 |       |

### Fourgons
| Dénomination & Compagnie                                      | Type          | Constructeur et date | Site d'exposition        | Photo |
| ------------------------------------------------------------- | ------------- | -------------------- | ------------------------ | ----- |
| Mixte 3e classe no 7061 Compagnie des chemins de fer du Nord  | Fourgon mixte | 1868                 | Cité du Train (Mulhouse) |       |
| Grande vitesse Dp no 27343 Compagnie du P.L.M.                | Bagages       | 1922                 | Cité du Train (Mulhouse) |       |
| Chaudière SH ww 113 Compagnie du P.L.M.                       | Chaudière     | 1927                 | Cité du Train (Mulhouse) |       |
| OCEM PAtf no 40558 Réseau ferroviaire d'Alsace-Lorraine       | Postale       | 1933                 | Cité du Train (Mulhouse) |       |
| Fourgon-générateur Mistral 69 B3½Dtuxj 63 87 89-89 093-3 SNCF | Générateur    | Carel Fouché, 1974   | Cité du Train (Mulhouse) |       |
| Chaudière C 958 SNCF                                          | Chaudière     | 1962                 | Mohon                    |       |

### Wagons de marchandises
| Dénomination & Compagnie                                               | Constructeur et date                               | Site d'exposition        | Photo |
| ---------------------------------------------------------------------- | -------------------------------------------------- | ------------------------ | ----- |
| Wagon couvert K 132961 Compagnie du P.L.M.                             | Desouches, 1868                                    | Cité du Train (Mulhouse) |       |
| Grue sur rails Muelwahl Compagnie du P.L.M.                            | 1883                                               | Cité du Train (Mulhouse) |       |
| Grue sur rails Compagnie de Paris à Orléans                            | 1873                                               | Cité du Train (Mulhouse) |       |
| Wagon plat à essieux QS 675 (traverses) Compagnie du Midi              | 1887                                               | Cité du Train (Mulhouse) |       |
| Wagon citerne essence BP 7565535 Wagon de particulier                  | 1887                                               | Cité du Train (Mulhouse) |       |
| Wagon plat L 76776                                                     | 1890                                               | Cité du Train (Mulhouse) |       |
| Wagon couvert Kr 5787 (hommes 40 chevaux 8) Compagnie du Midi          | 1896                                               | Mohon                    |       |
| Wagon bi-foudre en bois Jules Magail Wagon de particulier              | 1900                                               | Cité du Train (Mulhouse) |       |
| Wagon plat L 504 Compagnie de Paris à Orléans                          | 1901                                               | Mohon                    |       |
| Wagon plat transport de minerai Je 328 Ligne de Cerdagne               | 1910                                               | Mohon                    |       |
| Wagon couvert avec abri de serre-frein Ke 33 Ligne de Cerdagne         | 1910                                               | Mohon                    |       |
| Wagon plat 20209 ex US Navy US 18                                      | 1917                                               | Mohon                    |       |
| Wagon couvert à bogie Kywf 267 US 18                                   | 1918                                               | Cité du Train (Mulhouse) |       |
| Wagon plat Rzy 16241 War Department                                    | Leeds Forge Co Ltd, 1918                           | Cité du Train (Mulhouse) |       |
| Wagon Tombereau TT 99201 Compagnie des chemins de fer du Nord          | 1921                                               | Cité du Train (Mulhouse) |       |
| Wagon isotherme Kza 505257 Méteor Réseau ferroviaire d'Alsace-Lorraine | De Dietrich et Cie, 1921                           | Cité du Train (Mulhouse) |       |
| Wagon couvert KKwf 100 179 Réseau de l'Etat                            | 1924                                               | Cité du Train (Mulhouse) |       |
| Fourgon M 2605 Mbuwf Compagnie des chemins de fer du Nord              | 1925                                               | Cité du Train (Mulhouse) |       |
| Wagon couvert Fasu 475032 Compagnie du P.L.M.                          | 1934                                               | Cité du Train (Mulhouse) |       |
| Wagon réfrigérant STEF HI 519 120 P SNCF                               | 1950                                               | Cité du Train (Mulhouse) |       |
| Wagon carapace 990 3 001 Wagon de particulier                          | 1950                                               | Mohon                    |       |
| Wagon rail-route UFR 952 I 540 SNCF                                    | 1951                                               | Cité du Train (Mulhouse) |       |
| Wagon plat avec containers CNC 442 6 028 Wagon de particulier          | 1953                                               | Cité du Train (Mulhouse) |       |
| Wagon poche transport fonte liquide Unimetal Rombas                    | Compagnie des Ateliers et Forges de la Loire, 1955 | Cité du Train (Mulhouse) |       |
| Wagon plat Lgs 442 6 928 Wagon de particulier                          | 1966                                               | Mohon                    |       |

### Engins d'infrastructure
| Dénomination & Compagnie                                        | Constructeur et date                                  | Site d'exposition        | Photo           |
| --------------------------------------------------------------- | ----------------------------------------------------- | ------------------------ | --------------- |
| Draisine à pompe                                                | 1860                                                  | Cité du Train (Mulhouse) |                 |
| Draisine à pompe                                                | 1860                                                  | Cité du Train (Mulhouse) |                 |
| Chasse-neige ZRI Aurillac Compagnie de Paris à Orléans          | 1909                                                  | Cité du Train (Mulhouse) |                 |
| Chasse-neige Nsw 90-VB Compagnie du P.L.M.                      | 1910                                                  | Cité du Train (Mulhouse) |                 |
| Draisine Renault MN 1P 106 Compagnie des chemins de fer du Nord | 1920                                                  | Cité du Train (Mulhouse) |                 |
| Remorque avec pompe à incendie à bras                           | 1820                                                  | Cité du Train (Mulhouse) |                 |
| Draisine type PO 1920 Compagnie de Paris à Orléans              | 1920                                                  | Cité du Train (Mulhouse) |                 |
| Véhicule d'essais VE 251 SNCF                                   | 1932                                                  | Cité du Train (Mulhouse) |                 |
| Bourreuse Matissa Drouard SNCF                                  | 1945                                                  | Cité du Train (Mulhouse) |                 |
| Remorque de mesure Mauzinette no 2 SNCF                         | 1950                                                  | Cité du Train (Mulhouse) | Mauzinette no 2 |
| Draisine DU 50 4.070 SNCF                                       | 1950                                                  | Cité du Train (Mulhouse) |                 |
| Bourreuse DT7 301 Framafer SNCF                                 | 1960                                                  | Cité du Train (Mulhouse) |                 |
| Wagon graisseur de caténaires SNCF                              | 1960                                                  | Mohon                    |                 |
| Voiture de contrôle et d'inspection "Mauzin 214" SNCF           | 1961                                                  | Cité du Train (Mulhouse) |                 |
| Draisine DU 65 6.005 SNCF                                       | Compagnie Industrielle de Matériel de Transport, 1966 | Cité du Train (Mulhouse) | DU 65 6.005     |
| Draisine BR 81 6.203 SNCF                                       | 1981                                                  | Cité du Train (Mulhouse) |                 |

## Fréquentation
| Année | Entrées gratuites | Entrées payantes | Total   |
| ----- | ----------------- | ---------------- | ------- |
| 2001  | 0                 | 96 882           | 96 882  |
| 2002  | 16 559            | 75 215           | 91 774  |
| 2003  | 0                 | 64 802           | 64 802  |
| 2004  | 0                 | 0                | 0       |
| 2005  | 0                 | 132 607          | 132 607 |
| 2006  | 33 857            | 66 680           | 100 537 |
| 2007  | 14 404            | 85 289           | 99 693  |
| 2008  | 29 169            | 57 949           | 87 118  |
| 2009  | 13 853            | 70 099           | 83 952  |
| 2010  | 7 245             | 76 999           | 84 244  |
| 2011  | 4 803             | 82 012           | 86 815  |
| 2012  | 7 420             | 79 159           | 86 579  |
| 2013  | 9 125             | 78 346           | 87 471  |
| 2014  | 28 804            | 62 268           | 91 072  |
| 2015  | 27 123            | 66 480           | 93 603  |
| 2016  | 18 062            | 64 390           | 82 452  |
| 2017  | 20 190            | 67 957           | 88 147  |
| 2018  | 35 363            | 64 954           | 100 317 |
| 2019  | 27 609            | 78 441           | 106 050 |
| 2020  | 9 751             | 33 955           | 43 706  |
| 2021  | 10 985            | 49 737           | 60 722  |
| 2022  | n.c.              | n.c.             | 111 588 |
| 2023  | n.c.              | n.c.             | 114 097 |